# 31-й инженерно-сапёрный полк
31-й инженерно-сапёрный полк — тактическое формирование Инженерных войск Российской Федерации. Полк входит в состав 58-й общевойсковой армии Южного военного округа. Полк сформирован в марте 2014 года.
Условное наименование — Войсковая часть № 31777 (в/ч 31777). Сокращённое наименование — 31 исп.
Пункт постоянной дислокации — г. Прохладный, Республика Кабардино-Балкария.

## Описание
Инженерно-сапёрный полк сформирован на базе одного из батальонов 11-й отдельной гвардейской инженерной бригады ЮВО. Главными задачами сформированного полка являются разминирование и обустройство переправ для 58-й общевойсковой армии ЮВО, дислоцированной на Северном Кавказе, а также участие в ликвидации последствий стихийных бедствий, аварий и катастроф.
29 ноября 2014 года во Дворце культуры города Прохладный состоялась торжественная церемония вручения Боевого знамени. Торжественную церемонию провёл начальник инженерных войск ЮВО генерал-майор Константин Смешко, который вручил Боевое знамя командиру полка полковнику Владимиру Сидоренко.

## Оснащение и состав
- инженерно-сапёрный батальон (инженерно-сапёрная рота, инженерно-штурмовая, рота заграждения, взвод минно-розыскных собак),
- инженерно-дорожный батальон (1 инженерно-дорожная рота, 2 инженерно-дорожная рота),
- инженерно-технический батальон (инженерно-позиционная рота, инженерно-техническая рота),
- взвод инженерной разведки,
- взвод связи,
- взвод обеспечения,
- ремонтный взвод,
- комендантский взвод,
- медицинский пункт.

На вооружении полка стоят путепрокладчик БАТ-2, гусеничный минный заградитель ГМЗ, установка разминирования УР-77, одноковшовые войсковые экскаваторы ЭОВ-3523, тяжёлый механизированный мост грузоподъёмностью до 60 тонн ТММ-3М2, передвижная буровая установка ПБУ-50 и ПБУ-100, передвижные электростанции, станции полевой очистки воды СКО-10 и минно-розыскные собаки.